# Ys (Album)
Ys ist das zweite Studioalbum der US-amerikanischen Singer-Songwriterin und Folk-Musikerin Joanna Newsom. Es erschien im November 2006 beim Indie-Label Drag City und wurde von Van Dyke Parks und Newsom produziert. Benannt ist es nach der gleichnamigen mythischen Stadt in der Bretagne.

## Titelliste
Alle Songs stammen aus der Feder von Joanna Newsom.
1. Emily – 12:07
2. Monkey & Bear – 9:29
3. Sawdust & Diamonds – 9:54
4. Only Skin – 16:53
5. Cosmia – 7:15

## Stil
Das Album enthält fünf Stücke über eine Spielzeit von etwas mehr als 55 Minuten. Musikalisch bewegt es sich zwischen zeitgenössischem Folk und Kammermusik. und Im Vordergrund stehen Newsoms Stimme und Harfenspiel, in vier der fünf Songs kommt jedoch auch ein 29-köpfiges Orchester zum Einsatz. Van Dyke Parks, neben Newsom Produzent des Albums, spielt auch Akkordeon.
Als Toningenieur war der Rockmusiker und ehemalige Big-Black-Frontmann Steve Albini an der Aufnahme beteiligt.

## Orchester
Joanne Newson und ihre Studioband wurde bei den Aufnahmen von folgenden Orchestermusikern begleitet:
| - Briana Bandy – Viola - Caroline Buckman – Viola - Giovna Clayton – Cello - Patricia Cloud – Flöte - Peter Doubrovsky – Bass - Jeff Driskill – Klarinette - Erika Duke-Kirkpatrick – Cello - Karen Elaine – Viola - Phillip Fethar – Oboe - Susan Greenberg – Flöte | - Sharon Jackson – Violine - Peter Kent – Violine, Konzertmeister - Gina Kronstadt – Violine - Miriam Mayer – Viola - John D Mitchell – Fagott - Peter Nevin – Klarinette - Robert O’Donnell, Jr. – Trompete - Bart Samolis – Bass - Terrence Schonig – Marimba, Zymbal - Edmund Stein – Violine | - David Stenske – Viola - David R. Stone – Bass - Cameron Patrick – Violine - Vladimir Polimatidi – Violine - Julie Rogers – Violine - Marda Todd – Viola - Jessica Van Velzen – Viola - John Wittenberg – Violine - Shari Zippert – Violine |

### Produktion
- Steve Albini – Toningenieur
- Tim Boyle – Toningenieur
- TJ Doherty – Mixing
- Richard Good – Design
- Joanna Newsom – Produktion
- Jim O’Rourke – Mixing
- Van Dyke Parks – Produzent, Dirigent, Orchester-Arrangements
- John Rosenberg – Dirigent
- William T. Stromberg – Copyist
- Benjamin A. Vierling – Artwork (Album-Cover)
- Nick Webb – Mastering

## Rezensionen
Ys erhielt überwiegend sehr gute Kritiken von der Presse. Der renommierte Musikkritiker Robert Christgau bewertete das Album hingegen nur mit der durchschnittlichen Note C+ und die Fachzeitschrift Rolling Stone vergab lediglich 2 von 5 Sternen. Der Metascore des Albums beträgt 85 von 100 möglichen Punkten.
Pitchfork Media wählte Ys auf Platz 83 der 200 besten Alben der 2000er Jahre. In der Auswahl der 100 besten Alben aus dem Zeitraum 1969 bis 2009 der deutschen Musikzeitschrift Musikexpress erreichte es Platz 92.
Das Album wurde in die 1001 Albums You Must Hear Before You Die aufgenommen und war für den Shortlist Music Prize nominiert.

### Jahreslisten
Das Album wird in zahlreichen Jahreslisten aufgeführt. Eine Auswahl ist der folgenden Übersicht zu entnehmen:
- Platz 1: Plattentests.de
- Platz 2: Rolling Stone (Deutschland)
- Platz 3: Pitchfork Media
- Platz 4: Spex
- Platz 7: Musikexpress